# Ólomgyökérfélék

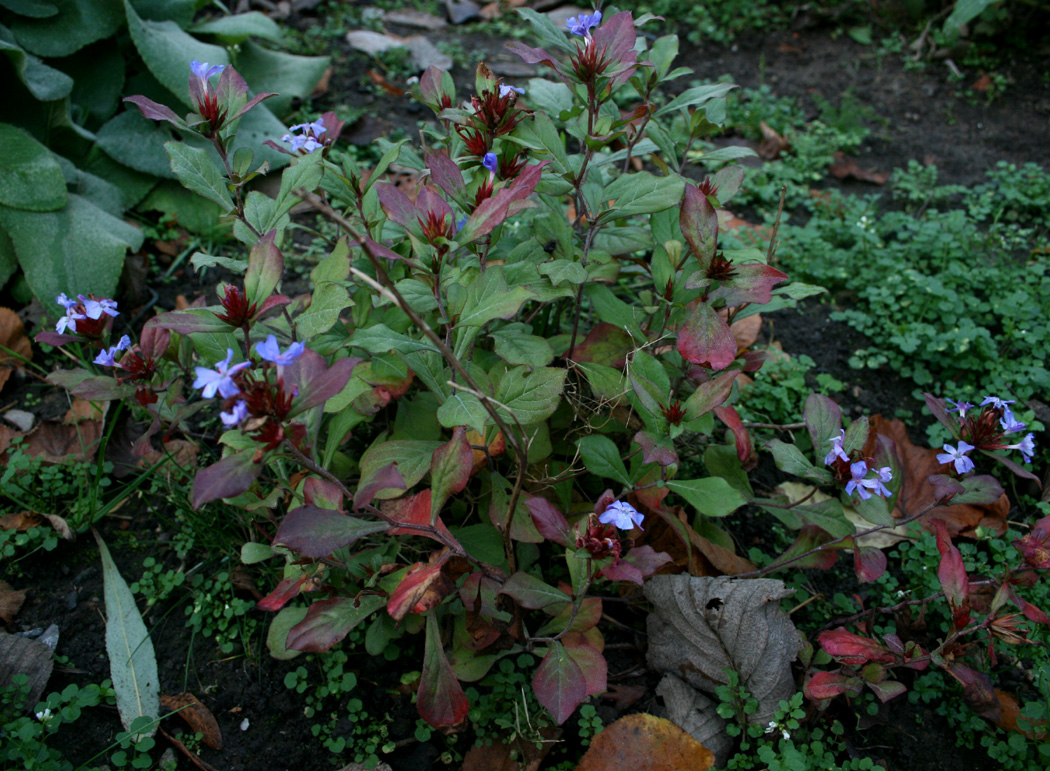

Az ólomgyökérfélék vagy kékgyökérfélék (Plumbaginaceae) a kétszikűek (Magnoliopsida) osztályában  a szegfűvirágúak (Caryophyllales) rendjének egyik családja huszonöt nemzetség mintegy mintegy 350 fajával. Egyesek önálló, egyetlen családból álló rendként (ólomgyökérvirágúak, Plumbaginales) különítik el őket.

## Elterjedésük
Fő elterjedési területük a Mediterráneum, valamint Elő- és Közép-Ázsia, de Dél-Amerikában is több fajuk él. A névadó kékgyökér (Plumbago) nemzetség fajai Dél-Európától Iránig fordulnak elő. A Közép-Európában még két nemzetségük él: a sóvirág (Limonium) és az istác (Armeria).

## Jellemzőik
Tagolatlan levelű, lágyszárú növények vagy ritkábban cserjék. Leveleik felületén sajátos víz-, viasz-, nyálka- és sókiválasztó mirigyek ülnek, és elsősorban a felesleges ásványi sókat (leggyakrabban a meszet) választják ki. A száraz éghajlathoz alkalmazkodásuk jeleként leveleik serte- vagy tűszerű képletekké redukálódtak.
A virágzat fejecske vagy forgó. Az öttagú virágok csészéje kettős; a külső színes, hártyaszerű fellevelekből áll. A párta félig nyílt vagy forrt szirmú, a porzók szabadok vagy ránőttek.
A felső állású magház egyrekeszű és egymagvú. Termésük tok.

## Magyarországi fajok
A sziki sóvirág (Limonium gmelini) szikes pusztáink dísze; szubendemikus alfaja a magyar sóvirág (Limonium gmelini ssp. hungaricum). Rokonait (L. sinuatum, L. bonduellii) dísznövényként termesztik, és szárazvirágcsokrokat készítenek belőlük.
A magas istác (Armeria elongata) száraz sztyepprétek ritka faja; elsősorban a Bükk-vidéken.

## Életmódjuk, élőhelyük
A legtöbb fajuk obligát halofiton: ekképpen különösen a sós puszták, félsivatagok, tengerpartok szárazság- és sótűrő növényei. Az istác nemzetség érdekes, a  nagy nehézfém-koncentrációkhoz alkalmazkodott faja az Armeria halleri.

## Felhasználásuk
Egyes fajok nedveitől felhólyagzik a bőr. Indiában és Dél-Amerikában a koldusok gyakran ilyen nedvekkel kenik be kezüket, hogy a hólyagokkal sajnálatot keltsenek.

## Rendszerezés
- Ólomgyökérformák (Plumbaginoideae) alcsaládja
  - kékgyökér (Ceratostigma Bunge)
  - Dyerophytum Kuntze (syn. Vogelia Lam.)
  - Plumbagella Spach
  - ólomgyökér (Plumbago L.)
- Istácformák (Staticoideae) alcsaládja, két nemzetségcsoporttal
  - Aegialitideae (Link) Peng
    - Aegialitis R.Br.

  - Staticeae Bartling
    - Acantholimon Boiss.)
    - istác (Armeria Willd., syn. Statice L.)
    - Bamiania Lincz.
    - Bukiniczia Lincz. (syn. Aeoniopsis Rech. f.)
    - Cephalorhizum Popov & Korovin
    - Ceratolimon M.B.Crespo & M.D.Lledó
    - Chaetolimon (Bunge) Lincz.
    - Dictyolimon Rech. f.
    - Eremolimon Lincz.
    - Ghaznianthus Lincz.
    - Gladiolimon Mobayen
    - Goniolimon Boiss.
    - Ikonnikovia Lincz.
    - Limoniastrum Fabr. (syn. Bubania Girard)
    - Limoniopsis Lincz.
    - sóvirág (Limonium Mill., syn.: Afrolimon Lincz., Bakerolimon Lincz., Plegorhiza Molina, Statice L.)
    - Muellerolimon Lincz.
    - Myriolimon M.D.Lledó et al. (syn. Myriolepis (Boiss.) M.D.Lledó et al.)
    - Neogontscharovia Lincz.
    - Popoviolimon Lincz.
    - Psylliostachys (Jaub. & Spach) Nevski
    - Saharanthus M.B.Crespo & M.D.Lledó (syn. Caballeroa Font Quer, nom. inval.)
    - Vassilczenkoa Lincz.